# 荒井政雄
荒井 政雄（あらい まさお、1949年6月2日 - 2024年11月9日）は、山口県柳井市出身の元レスリング選手で現在は日本レスリング協会役員。1976年モントリオールオリンピックレスリング男子フリースタイル57kg級。山口県立柳井商工高等学校、国士舘大学卒業。
1975年の全日本レスリング選手権大会57kg級では優勝、同年のレスリング世界選手権57kg級では金メダルを獲得した。
2024年11月9日、山口県の自宅で死去。75歳没。